# Jennings (Missouri)
Pour les articles homonymes, voir Jennings.
Jennings est une ville du Missouri, dans le comté de Saint Louis.